# Ivo den Bieman
Ivo den Bieman (Wamel, 4 februari 1967) is een Nederlands voormalig voetballer die als verdediger speelde.
Den Bieman begon bij de amateurs van SV Leones voor hij in 1990 in Schotland bij Montrose FC ging spelen waarmee hij naar de Scottish First Division promoveerde. In het seizoen 1992/93 speelde hij voor Dundee FC en tussen 1993 en 1998 voor Dunfermline Athletic. Hierna speelde hij kort voor Ross County FC om in het seizoen 1998/99 voor Falkirk FC te spelen. Daar maakte hij na een half jaar afwezigheid begin 2000 een comeback maar beëindigde zijn professionele loopbaan in de zomer van dat jaar. Hierna speelde hij onder andere nog voor VV Bennekom.